# Vic Chesnutt
James Victor "Vic" Chesnutt, född 12 november 1964 i Jacksonville, Florida, död 25 december 2009 i Athens, Georgia, var en amerikansk singer-songwriter. Chesnutt skadades i en trafikolycka 1983 och satt sedan dess i rullstol.

## Diskografi (urval)
Soloalbum
- 1990 – Little
- 1991 – West of Rome
- 1993 – Drunk
- 1995 – Is the Actor Happy?
- 1996 – About to Choke
- 1998 – The Salesman and Bernadette
- 2000 – Merriment
- 2001 – Left to His Own Devices
- 2003 – Silver Lake
- 2005 – Ghetto Bells
- 2007 – North Star Deserter
- 2008 – Dark Developments (med Elf Power och The Amorphous Strums)
- 2009 – Mitte Ende August (soundtrack)
- 2009 – At the Cut
- 2009 – Skitter on Take-Off

Album med brut.
- 1995 – Nine High a Pallet
- 2002 – Co-Balt